# Otto Popelka
Otto Popelka war ein Ingenieur und Manager. Er wurde 1970 mit dem Oscar für technische Verdienste ausgezeichnet.

## Leben
Otto Popelka gründete 1956 in New York City das Unternehmen Magna-Tech Electronic Co., Inc. (MTE), mit dem er Tonaufnahmegeräte für die Postproduktion von Filmen herstellte. Die meisten Mitarbeiter des Unternehmens, darunter auch Popelka, hatten zuvor in den frühen 1950er Jahren bei der Reeves Soundcraft Corporation in New York City zusammengearbeitet, die Ende der 1940er Jahre ein Magnettonverfahren für die Aufzeichnung des Tons von Kinofilmen entwickelt hatte. Obwohl die Produkte von MTE im Ruf standen, einen hohen Qualitätsstandard zu haben, blieb es bis Ende der 1960er Jahre ein kleines Unternehmen für lokale Kunden in New York City. Im Herbst 1968 stellten Popelka und sein Team ein elektronisch gesteuerten Looping-System vor, das zunächst „Electronic Post-Sync“ genannt wurde. Das von Popelka entwickelte System wurde zuerst im Manhattan Sound Studio installiert und dann schnell von weiteren Tonstudios in New York City übernommen. Zum Ende des Jahres 1970 erwarb das damals führende Hollywood-Tonstudio Glen Glenn Sound ebenfalls das von MTE entwickelte System.
1970 wurde Popelka von der Academy of Motion Picture Arts and Sciences für die Entwicklung des elektronisch gesteuerten Looping-Systems („For the development of an Electronically Controlled Looping System“) mit dem Oscar für technische Verdienste ausgezeichnet.
Popelka war Mitglied der Society of Motion Picture and Television Engineers (SMPTE).
Otto Popelka ging bereits Anfang der 1970er Jahre in den Ruhestand. Sein Mitarbeiter Norman T. Prisament kaufte seine Unternehmensanteile und entwickelte das Unternehmen in den folgenden Jahrzehnten zum Marktführer für Postproduktions-Technik. 1994 ging MTE in Konkurs und wurde an Steven H. Krams verkauft, der den Unternehmenssitz nach Miami, Florida, verlegte.